# Wende Wagner
Wende Wagner est une actrice américaine née le 6 décembre 1941 à New London, Connecticut (États-Unis), décédée le 26 février 1997 à Santa Monica (Californie).

## Biographie
elle est morte du cancer.

## Filmographie
- 1964 : Rio Conchos : Sally (Apache girl)
- 1966 : Out of Sight : Scuba
- 1966 : Destination Inner Space (en) de Francis D. Lyon : Sandra Welles
- 1966 : Le frelon vert (The green hornet) : Lenore « Casey » Case
- 1967 : A Covenant with Death de Lamont Johnson : Rafaela Montemayor
- 1968 : Le Bébé de Rosemary (Rosemary's Baby) : Tiger, Rosemary's girlfriend
- 1969 : Les Colts des sept mercenaires (Guns of the Magnificent Seven) de Paul Wendkos : Tina
- 1973 : The Bait (TV)